# روکش طلا

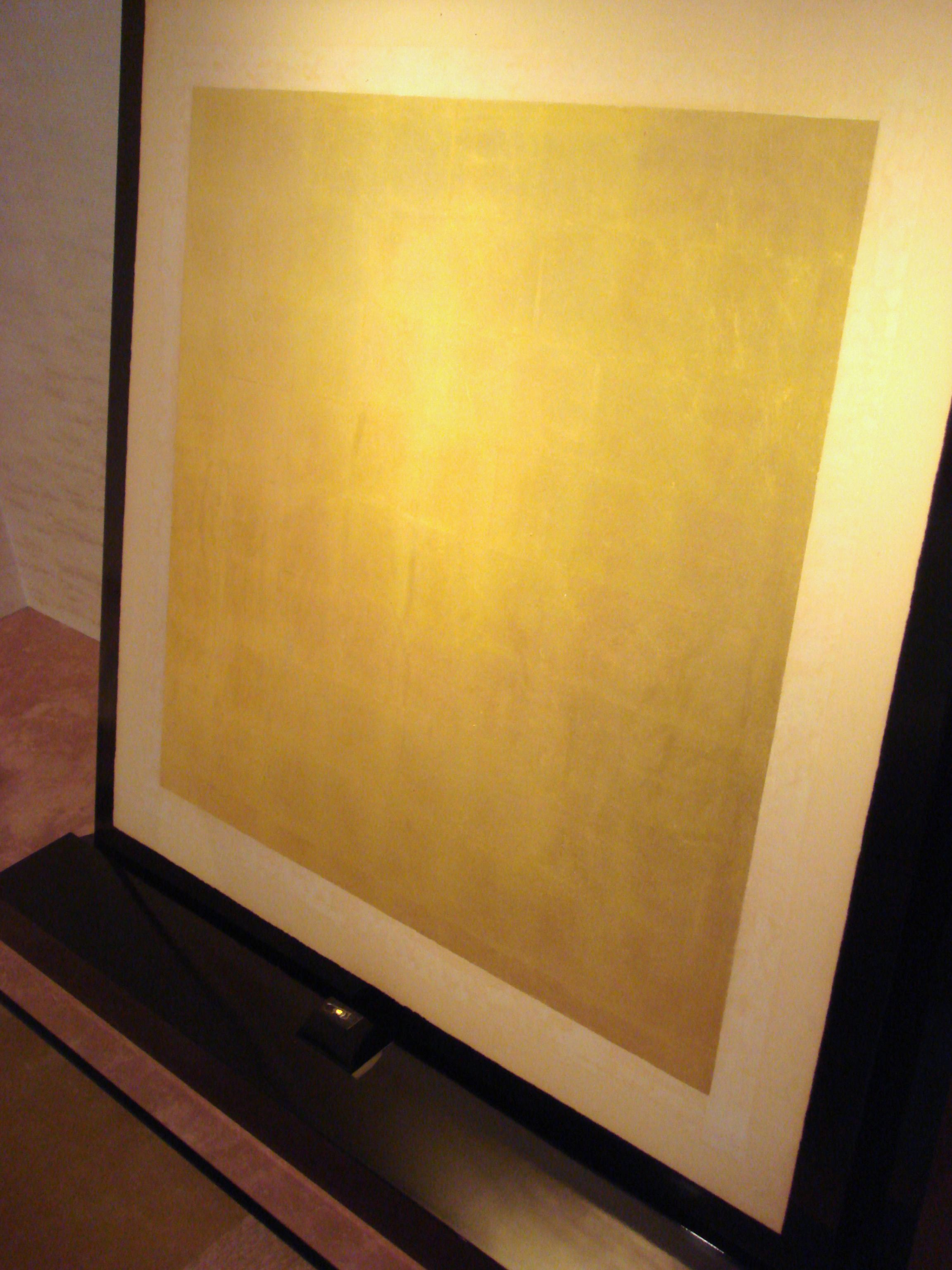
برگه طلا در موزه کشور ژاپن

روکش طلا (انگلیسی: Gold leaf) یا برگه طلا، طلای چکش‌خورده‌ای است که به صورت ورقه‌های بسیار نازک برای استفاده در تزئینات زرین از آن استفاده می‌شود. طیف‌ها و عیارهای گسترده‌ای از روکش‌های طلا در دسترس است و بیشترین موارد استفاده، روکش طلای زرد ۲۲ عیار است. استفاده از برگه طلا بر روی سطوح مختلف را عموماً طلاکوبی یا طلاکاری می‌نامند.

## نگارخانه

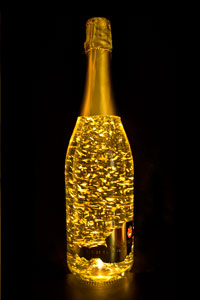
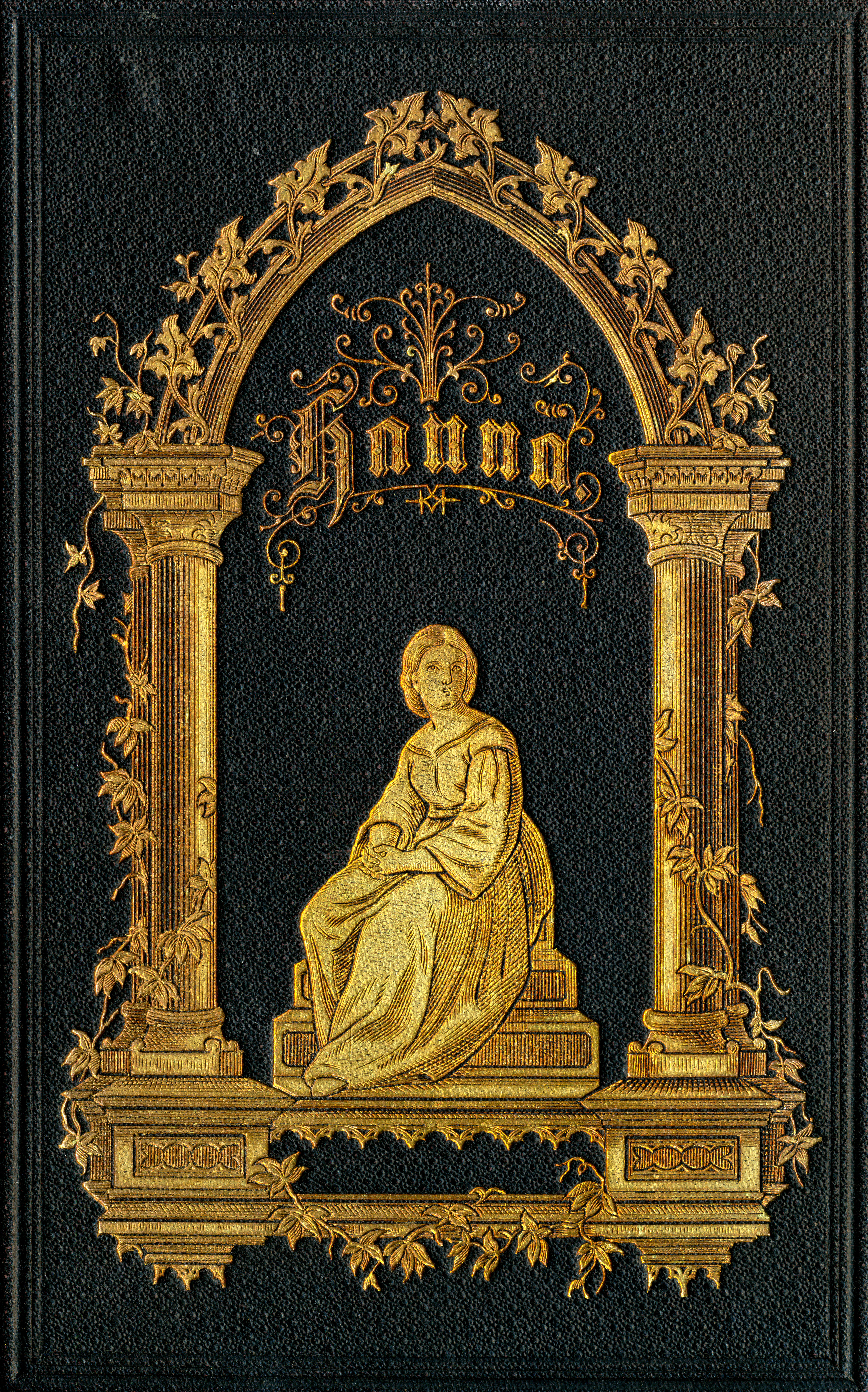
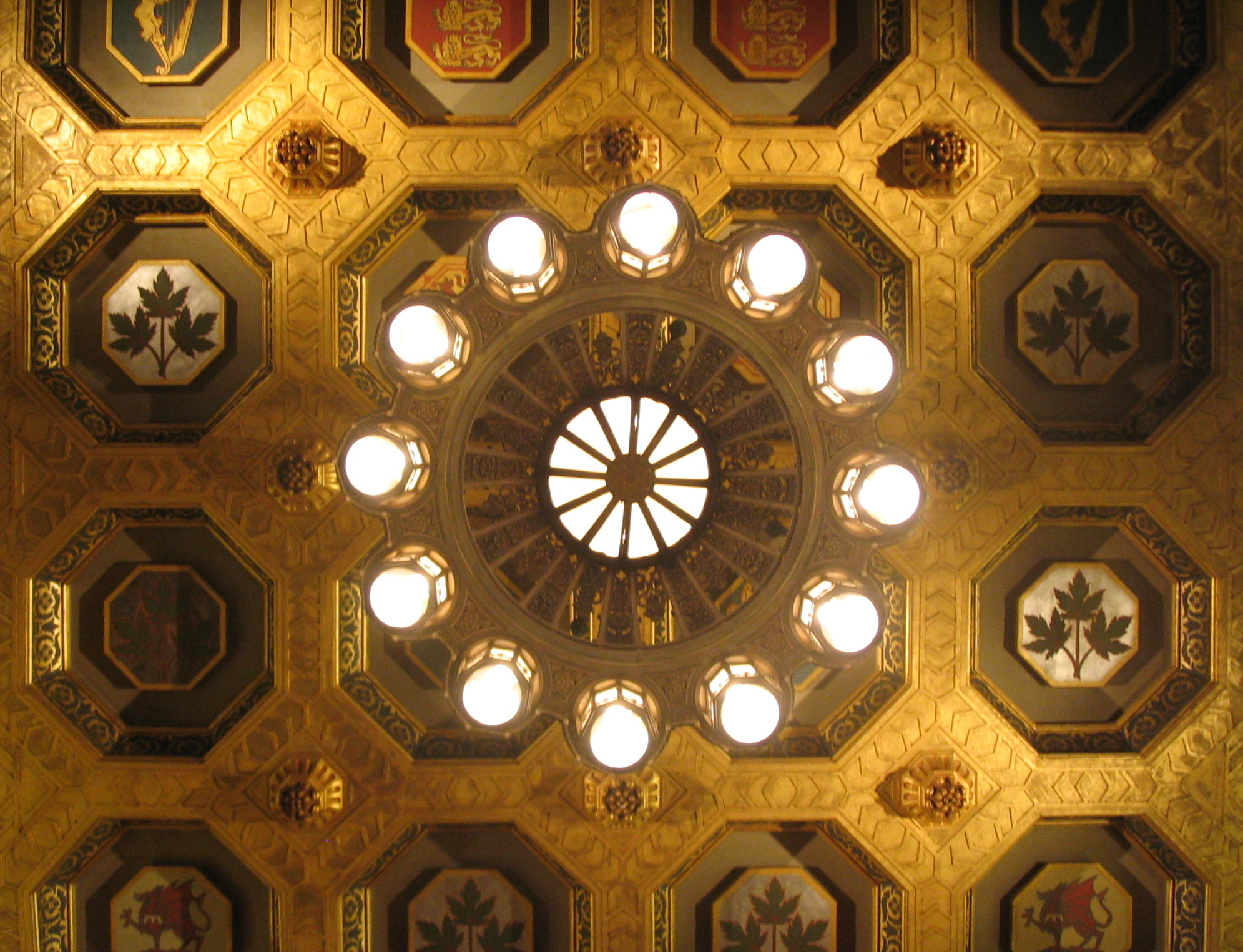